# Golden Globe 2020
La cerimonia di premiazione della 77ª edizione dei Golden Globe ha avuto luogo il 5 gennaio 2020 al Beverly Hilton Hotel di Beverly Hills, California, ed è stata trasmessa in diretta dalla rete statunitense NBC. A condurre la cerimonia è stato, per la quinta volta, l'attore e comico Ricky Gervais.
Le candidature sono state annunciate il 9 dicembre 2019 da Tim Allen, Dakota Fanning e Susan Kelechi Watson.
Dylan e Paris Brosnan (figli di Pierce Brosnan e Keely Shaye Smith) sono stati i Golden Globe Ambassador dell'edizione.

## Premi per il cinema
Vengono di seguito indicati in grassetto i vincitori. Ove ricorrente e disponibile, viene indicato il titolo in lingua italiana e quello in lingua originale tra parentesi.

### Miglior film drammatico
- 1917, regia di Sam Mendes
- I due papi (The Two Popes), regia di Fernando Meirelles
- The Irishman, regia di Martin Scorsese
- Joker, regia di Todd Phillips
- Storia di un matrimonio (Marriage Story), regia di Noah Baumbach

### Miglior film commedia o musicale
- C'era una volta a... Hollywood (Once Upon a Time in... Hollywood), regia di Quentin Tarantino
- Cena con delitto - Knives Out (Knives Out), regia di Rian Johnson
- Dolemite Is My Name, regia di Craig Brewer
- Jojo Rabbit, regia di Taika Waititi
- Rocketman, regia di Dexter Fletcher

### Miglior regista
- Sam Mendes – 1917
- Bong Joon-ho – Parasite (Gisaenchung)
- Todd Phillips – Joker
- Martin Scorsese – The Irishman
- Quentin Tarantino – C'era una volta a... Hollywood (Once Upon a Time... in Hollywood)

### Migliore attore in un film drammatico
- Joaquin Phoenix – Joker
- Christian Bale – Le Mans '66 - La grande sfida (Ford v Ferrari)
- Antonio Banderas – Dolor y gloria
- Adam Driver – Storia di un matrimonio (Marriage Story)
- Jonathan Pryce – I due papi (The Two Popes)

### Migliore attrice in un film drammatico
- Renée Zellweger – Judy
- Cynthia Erivo – Harriet
- Scarlett Johansson – Storia di un matrimonio (Marriage Story)
- Saoirse Ronan – Piccole donne (Little Women)
- Charlize Theron – Bombshell - La voce dello scandalo (Bombshell)

### Migliore attore in un film commedia o musicale
- Taron Egerton – Rocketman
- Daniel Craig – Cena con delitto - Knives Out (Knives Out)
- Leonardo DiCaprio – C'era una volta a... Hollywood (Once Upon a Time... in Hollywood)
- Roman Griffin Davis – Jojo Rabbit
- Eddie Murphy – Dolemite Is My Name

### Migliore attrice in un film commedia o musicale
- Awkwafina – The Farewell - Una bugia buona (The Farewell)
- Ana de Armas – Cena con delitto - Knives Out (Knives Out)
- Cate Blanchett – Che fine ha fatto Bernadette? (Where'd You Go, Bernadette)
- Beanie Feldstein – La rivincita delle sfigate (Booksmart)
- Emma Thompson – E poi c'è Katherine (Late Night)

### Migliore attore non protagonista
- Brad Pitt – C'era una volta a... Hollywood (Once Upon a Time... in Hollywood)
- Tom Hanks – Un amico straordinario (A Beautiful Day in the Neighborhood)
- Anthony Hopkins – I due papi (The Two Popes)
- Al Pacino – The Irishman
- Joe Pesci – The Irishman

### Migliore attrice non protagonista
- Laura Dern – Storia di un matrimonio (Marriage Story)
- Kathy Bates – Richard Jewell
- Annette Bening – The Report
- Jennifer Lopez – Le ragazze di Wall Street - Business Is Business (Hustlers)
- Margot Robbie – Bombshell - La voce dello scandalo (Bombshell)

### Miglior film in lingua straniera
- Parasite (Gisaenchung), regia di Bong Joon-ho (Corea del Sud)
- Dolor y gloria, regia di Pedro Almodóvar (Spagna)
- The Farewell - Una bugia buona (The Farewell), regia di Lulu Wang (Stati Uniti d'America)
- I miserabili (Les Misérables), regia di Ladj Ly (Francia)
- Ritratto della giovane in fiamme (Portrait de la jeune fille en feu), regia di Céline Sciamma (Francia)

### Miglior film d'animazione
- Missing Link, regia di Chris Butler
- Dragon Trainer - Il mondo nascosto (How to Train Your Dragon: The Hidden World), regia di Dean DeBlois
- Frozen II - Il segreto di Arendelle (Frozen II), regia di Jennifer Lee e Chris Buck
- Il re leone (The Lion King), regia di Jon Favreau
- Toy Story 4, regia di Josh Cooley

### Migliore sceneggiatura
- Quentin Tarantino – C'era una volta a... Hollywood (Once Upon a Time... in Hollywood)
- Noah Baumbach – Storia di un matrimonio (Marriage Story)
- Bong Joon-ho e Han Ji-won – Parasite (Gisaenchung)
- Anthony McCarten – I due papi (The Two Popes)
- Steven Zaillian – The Irishman

### Migliore colonna sonora originale
- Hildur Guðnadóttir – Joker
- Alexandre Desplat – Piccole donne (Little Women)
- Randy Newman – Storia di un matrimonio (Marriage Story)
- Thomas Newman – 1917
- Daniel Pemberton – Motherless Brooklyn - I segreti di una città (Motherless Brooklyn)

### Migliore canzone originale
- (I'm Gonna) Love Me Again (Elton John, Taron Egerton) – Rocketman
- Beautiful Ghosts (Taylor Swift) – Cats
- Into the Unknown (Idina Menzel, Aurora) – Frozen II - Il segreto di Arendelle (Frozen II)
- Spirit (Beyoncé) – Il re leone (The Lion King)
- Stand Up (Cynthia Erivo) – Harriet

## Premi per la televisione
Vengono di seguito indicati in grassetto i vincitori. Ove ricorrente e disponibile, viene indicato il titolo in lingua italiana e quello in lingua originale tra parentesi.

### Miglior serie drammatica
- Succession
- Big Little Lies - Piccole grandi bugie (Big Little Lies)
- The Crown
- Killing Eve
- The Morning Show

### Migliore attore in una serie drammatica
- Brian Cox – Succession
- Kit Harington – Il Trono di Spade (Game of Thrones)
- Rami Malek – Mr. Robot
- Tobias Menzies – The Crown
- Billy Porter – Pose

### Miglior attrice in una serie drammatica
- Olivia Colman – The Crown
- Jennifer Aniston – The Morning Show
- Jodie Comer – Killing Eve
- Nicole Kidman – Big Little Lies - Piccole grandi bugie (Big Little Lies)
- Reese Witherspoon – The Morning Show

### Miglior serie commedia o musicale
- Fleabag
- Barry
- La fantastica signora Maisel (The Marvelous Mrs. Maisel)
- Il metodo Kominsky (The Kominsky Method)
- The Politician
- Miss Farah (الآنسة فرح)

### Migliore attore in una serie commedia o musicale
- Ramy Youssef – Ramy
- Michael Douglas – Il metodo Kominsky (The Kominsky Method)
- Bill Hader – Barry
- Ben Platt – The Politician
- Paul Rudd – Living with Yourself

### Migliore attrice in una serie commedia o musicale
- Phoebe Waller-Bridge – Fleabag
- Christina Applegate – Amiche per la morte - Dead to Me (Dead to Me)
- Asmaa Abulyazeid – Miss Farah (الآنسة فرح)
- Rachel Brosnahan – La fantastica signora Maisel (The Marvelous Mrs. Maisel)
- Kirsten Dunst – On Becoming a God
- Natasha Lyonne – Russian Doll

### Miglior miniserie o film televisivo
- Chernobyl
- Catch-22
- Fosse/Verdon
- The Loudest Voice - Sesso e potere (The Loudest Voice)
- Unbelievable

### Migliore attore in una miniserie o film televisivo
- Russell Crowe – The Loudest Voice - Sesso e potere (The Loudest Voice)
- Christopher Abbott – Catch-22
- Sacha Baron Cohen – The Spy
- Jared Harris – Chernobyl
- Sam Rockwell – Fosse/Verdon

### Migliore attrice in una miniserie o film televisivo
- Michelle Williams – Fosse/Verdon
- Kaitlyn Dever – Unbelievable
- Joey King – The Act
- Helen Mirren – Caterina la Grande (Catherine the Great)
- Merritt Wever – Unbelievable

### Migliore attore non protagonista in una serie, miniserie o film televisivo
- Stellan Skarsgård – Chernobyl
- Alan Arkin – Il metodo Kominsky (The Kominsky Method)
- Kieran Culkin – Succession
- Andrew Scott – Fleabag
- Henry Winkler – Barry

### Migliore attrice non protagonista in una serie, miniserie o film televisivo
- Patricia Arquette – The Act
- Helena Bonham Carter – The Crown
- Toni Collette – Unbelievable
- Meryl Streep – Big Little Lies - Piccole grandi bugie (Big Little Lies)
- Emily Watson – Chernobyl

## Premi onorari
- Golden Globe alla carriera: Tom Hanks[7]
- Golden Globe alla carriera televisiva: Ellen DeGeneres[8]

## Controversie
L'annuncio delle candidature ha dato luogo a diverse critiche, tra cui quelle dell'Alliance of Women Film Journalists e della regista Alma Har'el, a causa dell'assenza di candidati di sesso femminile nelle categorie per la miglior regia e la miglior sceneggiatura, nonostante l'accoglienza positiva che avevano ricevuto i film di registe quali Céline Sciamma, Greta Gerwig, Lorene Scafaria e Marielle Heller.